# Интернет-зависимость
Интерне́т-зави́симость (или интернет-аддикция) — навязчивое стремление использовать Интернет и избыточное пользование им, проведение большого количества времени в Сети.
Интернет-зависимость не является психическим расстройством по медицинским критериям (DSM-5 и МКБ-10), однако в МКБ-11 (май 2019 г.) включены зависимость от видеоигр и зависимость от азартных онлайн-игр.

## История вопроса

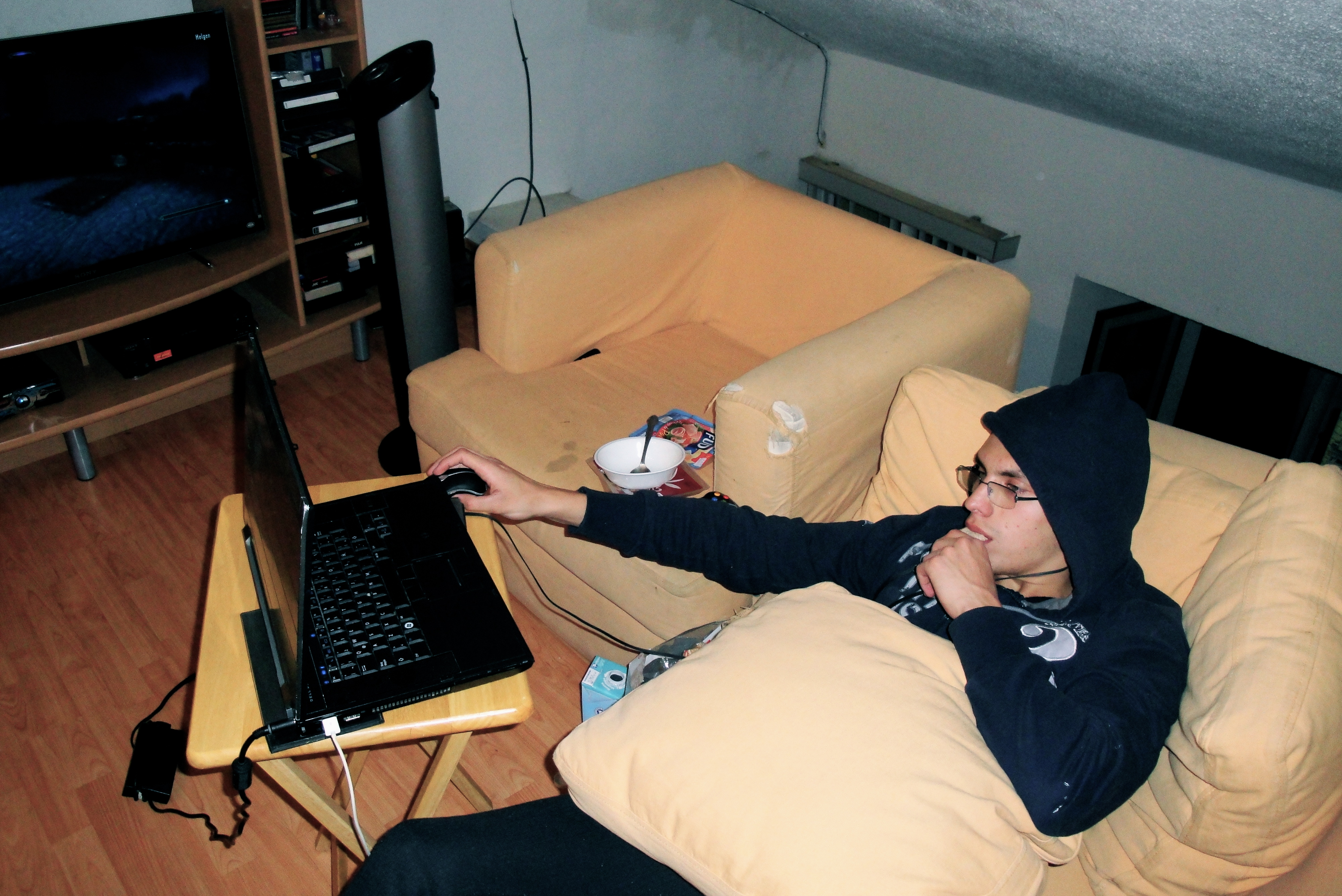

Расстройство было описано в 1995 году нью-йоркским психиатром Айвеном Голдбергом.
Предложенное им описание базируется на описании расстройств, связанных со злоупотреблением психоактивными веществами. Голдберг выделил следующее:
- использование Интернета вызывает болезненное негативное стрессовое состояние или дистресс;

В 1997—1998 годах были созданы исследовательские и консультативно-диагностические службы по данной проблематике. В 1998—1999 годах вышли первые монографии по проблеме (К. Янг, Д. Гринфилд и другие). В России данный феномен изучается с 2000 года.
В 2009 году состоялся симпозиум «Интернет-зависимость: психологическая природа и динамика развития» с участием психиатров, психологов, социологов, по материалам которого издан первый в России сборник по интернет-зависимости. В него были включены и переводы полных текстов докладов основных зарубежных исследователей этой проблемы. 

## Интернет-зависимость и медицина
Медики признают анормальную привязанность субъекта к времяпрепровождению за компьютером, выделяя при этом как достаточно характерные психические, так и физические симптомы.
Зависимость (наркотическая) в медицинском смысле определяется как навязчивая потребность в использовании привычного вещества, сопровождающаяся ростом толерантности и выраженными физиологическими и психологическими симптомами. Рост толерантности означает привыкание ко всё бо́льшим и бо́льшим дозам. Также зависимость (аддикция) в психологии определяется как навязчивая потребность, ощущаемая человеком, подвигающая к определённой деятельности.
Тем не менее отмечено и позитивное влияние Интернета на психическое здоровье. Американские исследователи обнаружили, что пользование Интернетом улучшает деятельность мозга у людей среднего и пожилого возраста благодаря стимуляции мозговых центров, ответственных за принятие решений и сложные рассуждения. Согласно результатам исследования, отчёт о котором был опубликован в American Journal of Geriatric Psychiatry, посещение Интернета вызывает активацию областей мозга, контролирующих память, язык, чтение и зрение. Кроме того, при поиске в Интернете активируются мозговые центры, ответственные за сложные рассуждения и принятие решений, благодаря необходимости решать, какую из предложенных ссылок выбрать для получения необходимых данных (при чтении книг подобной активации соответствующих областей мозга не происходит).
Таким образом, результаты исследования свидетельствуют о том, что опрошенные студенты имеют лишь умеренный уровень зависимости от социальных сетей. Более того, качество жизни большинства студентов оценивается в диапазоне выше среднего.

## Интернет-зависимые в разных странах мира
В 2009 году в США появилась первая лечебница, занимающаяся исцелением «интернет-зависимости». В Финляндии молодым людям с интернет-зависимостью и подтверждённым врачом диагнозом предоставляют отсрочку от армии на 3 года. Китай в 2008 году заявил, что собирается стать пионером в мире по официальному признанию данной зависимости болезнью, и первым начал открывать клиники. Однако в китайских заведениях используют строевую подготовку и электрошок; отмечают изуверские методы лечения, приводившие к смерти подростков-пациентов.
Согласно последним исследованиям (2021), распространённость Интернет-зависимости среди Российских подростков составляет 7,1-10,4 % в зависимости от потребляемого контента. Согласно уточнённым данным (2022), среди Российских городских подростков распространённость общей Интернет-зависимости (генерализованной, не дифференцированной по потребляемому контенту; использован опросник Chen Internet Addiction Scale, CIAS) составляет 7,2 %; распространённость зависимости от компьютерных игр – 10,4 % (использован опросник Game Addiction Scale for Adolescents, GASA); распространённость зависимости от социальных сетей – 8,0 % (использован опросник Social Media Disorder Scale, SMDS).

## Классификация интернет-зависимости, её причин и симптомов
Основные 6 типов интернет-зависимостей по мнению психолога М. И. Дрепы таковы:
1. Навязчивый веб-сёрфинг (информационная перегрузка) — бесконечные путешествия по Всемирной паутине, поиск информации.
2. Пристрастие к виртуальному общению и виртуальным знакомствам — большие объёмы переписки, постоянное участие в чатах, веб-форумах, избыточность знакомых и друзей в Сети  (проблемное использование социальных сетей[21]).
3. Игровая зависимость — навязчивое увлечение компьютерными играми по сети.
4. Навязчивая финансовая потребность — игра по сети в азартные игры, ненужные покупки в интернет-магазинах или постоянные участия в интернет-аукционах.
5. Пристрастие к просмотру фильмов через Интернет.
6. Киберсексуальная зависимость — навязчивое влечение к посещению порносайтов и занятию киберсексом[22].

В последние годы активно обсуждаются нейробиологические механизмы формирования Интернет-зависимости. Доказано существенное негативное влияние Интернет-зависимости на параметры ночного сна и выраженность дневной сонливости у Российских подростков. Были выявлены прямые ассоциации проблемного использования Интернета с рецидивирующими болевыми симптомами у подростков (головная боль, боль в животе и боль в спине).

## Диагностика интернет-зависимости
Для психологической диагностики интернет-зависимости используется ряд опросных методик профилактики:
1. Тест интернет-зависимости К. Янг[26];
2. Шкала интернет-зависимости С. Чена[27];
3. Методика диагностики зависимости от онлайн-игр[28];
4. Опросник оценки зависимости от компьютерных игр у подростков, русскоязычная версия Game Addiction Scale for Adolescents[29];
5. Опросник оценки зависимости от социальных сетей, русскоязычная версия Social Media Disorder Scale[30].

## Пути решения проблемы
К основным способам решения проблемы относится помощь психотерапевта или психолога. Одним из путей решения проблемы также является контролирование времяпровождения в интернете путём установки будильника или таймера, напоминающего о том, что нужно прекратить деятельность в сети. Возможно использование методов психологической саморегуляции, в частности медитации, управления дыханием, а также применение блокирующих Интернет-программ.
В США одним из специалистов в области изучения интернет-зависимости является Кимберли Янг — профессор психологии Питсбургского университета в Брэдфорде (США) (University of Pittsburgh at Bradford), автор известной книги «Пойманные в Сеть» (англ. «Caught in the Net»), переведённой на многие языки. Она является также основателем Центра помощи людям, страдающим интернет-зависимостью (англ. Center for On-Line Addiction). Центр, созданный в 1995 году, консультирует психиатрические клиники, образовательные заведения и корпорации, которые сталкиваются со злоупотреблением Интернетом. Центр свободно распространяет информацию и методики по освобождению от интернет-зависимости.
Высказывается мнение, что, если современное общество хочет воспитать психически здоровое, интеллигентное поколение, оно должно взять на себя ответственность за последствия взаимодействия ребёнка с компьютером и его пребывание в Сети.